# Cantó de Bolbec
El cantó de Bolbec és un cantó francès del departament del Sena Marítim, situat al districte de Le Havre. Té 16 municipis i el cap és Bolbec.

## Municipis
- Bernières
- Beuzeville-la-Grenier
- Beuzevillette
- Bolbec
- Bolleville
- Gruchet-le-Valasse
- Lanquetot
- Lintot
- Mirville
- Nointot
- Parc-d'Anxtot
- Raffetot
- Rouville
- Saint-Eustache-la-Forêt
- Saint-Jean-de-la-Neuville
- Trouville

## Història
| Data d'elecció                           | Identitat      | Partit                                           | Qualitat |
| ---------------------------------------- | -------------- | ------------------------------------------------ | -------- |
| 1945-19..                                | Henri Ferric   | Divers droite                                    |          |
| 19..-1976                                | Bernard Seyer  | Divers droite, després CD                        |          |
| 1976-1982                                | Paul Belhache  | PCF                                              |          |
| 1982-2008                                | Pierre Roussel | PS, després Divers gauche, després Alternance 76 |          |
| 2008-                                    | Alain Gérard   | UMP                                              |          |
| les dades anteriors no són pas conegudes |                |                                                  |          |
|                                          |                |                                                  |          |

## Demografia
| A partir de 1990: Població sense dobles comptes |